# チーリン市
チーリン市（至霊市、チーリンし、 ベトナム語：Thành phố Chí Linh / 城庯至靈?）はハイズオン省にある都市である。

## 歴史
2019年1月10日にベトナム国会常務委員会がチーリン市社（Thị xã）からチーリン市（Thành phố / 城庯）への昇格を決定した。

## 概要
14の坊 (phường)と、5つの村（xã, 社）を有する。
- アンラック坊（An Lạc / 安樂）
- ベンタム坊（Bến Tắm / 𤅶沁）
- チーミン坊（Chí Minh / 至明）
- コータイン坊（Cổ Thành / 古城）
- コンホア坊（Cộng Hòa / 共和）
- ドンラック坊（Đồng Lạc / 同樂）
- ホアンタン坊（Hoàng Tân / 黃津）
- ホアンティエン坊（Hoàng Tiến / 黃澗）
- ファーライ坊（Phả Lại / 普賴）
- サオドー坊（Sao Đỏ / 𣋀𣠶）
- タンダン坊（Tân Dân / 新民）
- タイホック坊（Thái Học / 太學）
- ヴァンアン坊（Văn An / 文安）
- ヴァンドゥク坊（Văn Đức / 文德）
- バクアン社（Bắc An / 北安）
- ホアンホアタム社（Hoàng Hoa Thám / 黃花探）
- フンダオ社（Hưng Đạo / 興道）
- レロイ社（Lê Lợi / 黎利）
- ニャンフエ社（Nhân Huệ / 仁惠）